# Mètode proteic
Els mètodes proteics són les tècniques que s'utilitzen per a estudiar proteïnes.

## Llista de mètodes proteics
Hi ha mètodes genètics per a estudiar proteïnes, mètodes per a detectar-ne, mètodes per a aïllar-ne i purificar-ne, i altres mètodes per a determinar-ne l'estructura i el funcionament, que sovint requereixen una purificació prèvia de les proteïnes.

### Mètodes genètics
- traducció conceptual: moltes proteïnes no són mai seqüenciades directament, però es coneix la seva seqüència d'aminoàcids per la "traducció conceptrual" d'una seqüència coneguda d'ARNm. Vegeu codi genètic.
- la mutagènesi dirigida permet produir noves variants de proteïnes i analitzar com els canvis estructurals alteren el funcionament de les proteïnes.
  - la inserció d'etiquetes proteiques com ara les etiquetes de polihistidina. Vegeu també proteïna de fluorescència verda.
- evolutiu; anàlisi de canvis seqüencials en diferents espècies mitjançant programari com ara BLAST.
- es poden identificar les proteïnes implicades en les malalties humanes relacionant al·lels amb malalties i altres fenotips, utilitzant mètodes com ara el càlcul de la puntuació L0D.

### Detecció de proteïnes
- microscòpia, immunotinció de proteïnes
- immunoprecipitació, Immunoprecipitació de proteïnes
- Transferència Western
- Espectrofotometria
- Assaig enzimàtic

### Purificació de proteïnes
- Aïllament de proteïnes
  - Mètodes de cromatografia
- Extracció i solubilització de proteïnes
- Mètodes de determinació de la concentració de proteïnes, mètode de Bradford
- Solucions de proteïna concentrada
- Electrofòresi amb gel
  - Electrofòresi amb gel en condicions desnaturalitzants
  - Electrofòresi amb gel en condicions no desnaturalitzants
  - Electrofòresi amb gel en 2D
- Electroenfocament

### Estructura de les proteïnes
- Difracció de raigs X
- Espectroscopia mitjançant ressonància magnètica nuclear de proteïnes

## Interaccions proteïna-ADN
- Chip on chip
- Seqüenciació de xips

## Altres mètodes
- Intercanvi hidrogen-deuteri
- Espectrometria de masses
- Dinàmica molecular
- Predicció d'estructura de proteïnes
- Seqüenciació de proteïnes
- Alineament estructural
- Ontologia de les proteïnes
- Petja peptídica
- Tècnica d'unió a lligand
- etiquetatge metabòlic
  - etiquetatge amb isòtops pesants
  - etiquetatge amb isòtops radioactius